# غوران دراغيتش
غوران دراغيتش (بالسلوفينية: Goran Dragić)‏ مواليد 6 مايو 1986، هو لاعب كرة سلة سلوفيني يلعب مع فريق ميامي هيت في الرابطة الوطنية لكرة السلة ويحمل الرقم 7. يبلغ طوله 6 قدم 3 بوصة (1.9 م).

## فرق لعب لها
- فينيكس صنز
- هيوستن روكتس
- ميامي هيت

## روابط خارجية
- غوران دراغيتش على موقع الاتحاد الدولي لكرة السلة (الإنجليزية)
- غوران دراغيتش على موقع الدوري الأوروبي لكرة السلة (الإنجليزية)
- غوران دراغيتش على موقع إن بي أي (الإنجليزية)
- غوران دراغيتش على موقع سبورتس رفرنس (الإنجليزية)
- غوران دراغيتش على موقع الدوري الإسباني لكرة السلة (الإسبانية)
- غوران دراغيتش على موقع كرة السلة الأوروبية.كوم (الإنجليزية)
- غوران دراغيتش على موقع إي إس بي إن.كوم (الإنجليزية)
- غوران دراغيتش على موقع ريلجم (الإنجليزية)
- غوران دراغيتش على موقع بروبوليرز (الإنجليزية)
- غوران دراغيتش على موقع سبورتس رفرنس (الإنجليزية)